# Vittorio Pini
Vittorio Pini, né le 20 août 1859 à Reggio d'Émilie et mort le 8 juin 1903 au bagne de Cayenne, est un ouvrier, militant et théoricien de l'anarchisme individualiste et illégaliste. Arrivé en France au cours des années 1880, il est, avec Clément Duval, l'un des premiers anarchistes à y développer l'illégalisme. Engagé dans une série de cambriolages et de vols avec le groupe des Intransigeants, qu'il fonde, il mène une vie frugale et se sert des profits de ses vols pour aider des groupes, journaux ou imprimeries anarchistes.
Son arrestation par la police française déclenche d'intenses débats au sein du mouvement anarchiste en France, qui se trouve alors partagé quant à la légitimité de l'illégalisme naissant. Alors que des figures historiques comme Jean Grave refusent initialement de soutenir cette nouvelle forme de militantisme, Pini le théorise lors de son procès, présentant la reprise individuelle comme légitime pour quatre raisons principales : il s'agirait de résoudre les inégalités économiques directement par la force, terroriser les bourgeois, transmettre pédagogiquement les idées anarchistes sur la propriété et enfin préparer et inciter la population à se soulever pour mener la Révolution.
Le groupe qu'il fonde est à l'origine d'un certain nombre d'associations illégalistes postérieures. Il est condamné à 20 ans de réclusion au bagne et déporté au bagne de Cayenne, dont il tente de s'évader deux fois, dont une avec Placide Schouppe, avant d'être repris et d'y mourir.

## Biographie

### Jeunesse et début du militantisme
Vittorio Achillo Pini naît à Reggio d'Émilie le 20 août 1859,. Sa mère se nomme Anna Marzucchi tandis que son père se nomme Mauro Marzucchi et est un volontaire garibaldien. Un de ses grands-pères est pendu en 1831 pour conspiration contre le pouvoir. Il grandit dans la misère et plusieurs de ses frères meurent de pauvreté pendant sa jeunesse. Pini doit commencer à travailler comme typographe à l'âge de douze ans pour subvenir aux besoins de sa famille. Là, il rejoint l'imprimerie d'un journal républicain italien et se politise à gauche à la lecture de ce journal. Il rejoint la première Internationale avant de se déplacer à Milan, où il fait une grève de six mois avec les typographes de la ville, qui s'achève par un échec de la grève, ce qui le convainc du fait que cette méthode ne marcherait pas. Il travaille comme pompier à cette époque et sauve une famille dans un incendie pendant une de ses gardes. Pendant sa jeunesse, Pini fréquente aussi les milieux anarchistes et révolutionnaires de Rome, étant donné qu'il retrouve un certain nombre de compagnons de ces milieux en France, plus tard, comme Santé Magrini, un de ses amis.

### Europe occidentale, fondation de l'illégalisme
Il quitte l'Italie en 1886 après avoir été condamné à deux ans de prison pour avoir battu le baron Franchetti, un riche propriétaire qui voulait forcer les agriculteurs à voter pour lui. Passant par la Suisse, il rejoint Paris, où il fonde le groupe des Intransigeants avec Luigi Parmeggiani, Caio Zavoli et Alessandro Marroco. Ce groupe s'engage rapidement dans une série de braquages et de vols suivant l'idéologie qu'ils sont parmi les premiers à développer du banditisme révolutionnaire, utilisant Londres et la Belgique comme bases arrières. Les révolutionnaires utilisent l'argent gagné par ces vols pour financer des journaux ou des organisations anarchistes. Pini en particulier ne garde jamais plus de vingt-cinq sous par jour pour se nourrir malgré le fait qu'il gagne plus de cinq-cent-mille francs par ses diverses actions. Le reste des fonds est reversé à des imprimeries, comme celle qu'il fonde ou à des groupes anarchistes,.
Ce groupe est la source d'un certain nombre d'associations anarchistes illégalistes postérieures et un certain nombre de militants anarchistes gravitent autour, comme Charles Malato ou Errico Malatesta. La police française décrit ces groupements de la manière suivante au début des années 1890:

« Autrefois elle avait pour chef les Pini, Duval, frères Schouppe. Puis elle a recruté Gallau [...] Matthieu Gustave, etc... Actuellement les plus fameux de la bande sont les Italiens Malato, Malatesta, Merlino, Pommati, Magrini frères; des Français tels que Mollet, Capp ou Kapp [...] ces individus sont eux-mêmes en relation à Paris avec Weil, Lapie, Cluzel, Millet, Vinchon et d'autres encore [...]. Les vols les plus audacieux commis récemment à Paris sont leur oeuvre. »

Pendant cette période, il est condamné à trois reprises par la justice française :
- 19 octobre 1886 : 2 mois de prison pour escroquerie.
- 26 janvier 1887 : 13 mois de prison pour abus de confiance.
- 4 juillet 1887 : 4 mois de prison pour coups et blessures.

Il s'enfuit en Belgique après l'attentat du 6 juillet 1887, pour lequel il est soupçonné. Là, il est dans une misère telle qu'il ne peut plus se nourrir pendant plusieurs jours et s'évanouit dans un cabaret bruxellois. Pini est ensuite hospitalisé puis emprisonné par la police belge, qui doit décider si elle peut l'extrader vers la France, où il est accusé d'un vol de diamants. Il arrive cependant à prouver qu'à l'époque de ce vol, il est encore pompier à Milan et n'a pas encore émigré, ce qui mène la justice belge à ne pas accepter l'extradition mais à plutôt lui donner un ordre d'expulsion, après quoi il rejoint Londres. 

#### Conflits avec Cipriani et attentat de Mirandola
Lors de la publication de leur Manifesto degl’ anarchici in lingua italiana al popolo d’Italia, Pini et Parmeggiani s'attaquent violemment à la position tenue par Amilcare Cipriani en faveur d'un « syndicat des peuples latins » qui réunirait les Italiens et Français, entre autres, une manière pour Cipriani de lutter contre la politique anti-française de l'Italie à cette période. Cette position est vue avec beaucoup de rejet par les deux militants italiens, qui lui reprochent de tenir des positions nationalistes et opposent la révolution sociale à l'idée de patrie. Ils suggèrent qu'au lieu de rechercher simplement un syndicat des peuples « latins », Cipriani devrait à la place rechercher une association de travailleurs « latins » et « germaniques » à la fois pour lutter ensemble contre le capitalisme.
Deux journaux socialistes italiens, Il sole dell’avvenire, tenu à Mirandola par le député socialiste Celso Ceretti et La Giustizia, publié à Reggio par le député socialiste Camillo Prampolini répondent à ces attaques en accusant Pini et Parmeggiani d'être des indicateurs de la police et des agents provocateurs,. Cette accusation déplaît fortement aux membres du groupe, qui se rendent en Italie,. Là, le 13 février 1889, ils effectuent l'attentat de Mirandola, où ils essaient d'assassiner Ceretti en le poignardant, mais il survit,. Trois jours plus tard, ils sont à Reggio et disposés à agir quand ils sont identifiés par la police italienne, qui cherche à les arrêter. Pini et Parmeggiani parviennent à s'enfuir après avoir engagé une fusillade avec la police. Pini rentre en France, tandis que Parmeggiani retourne au Royaume-Uni,.

### Procès et déportation

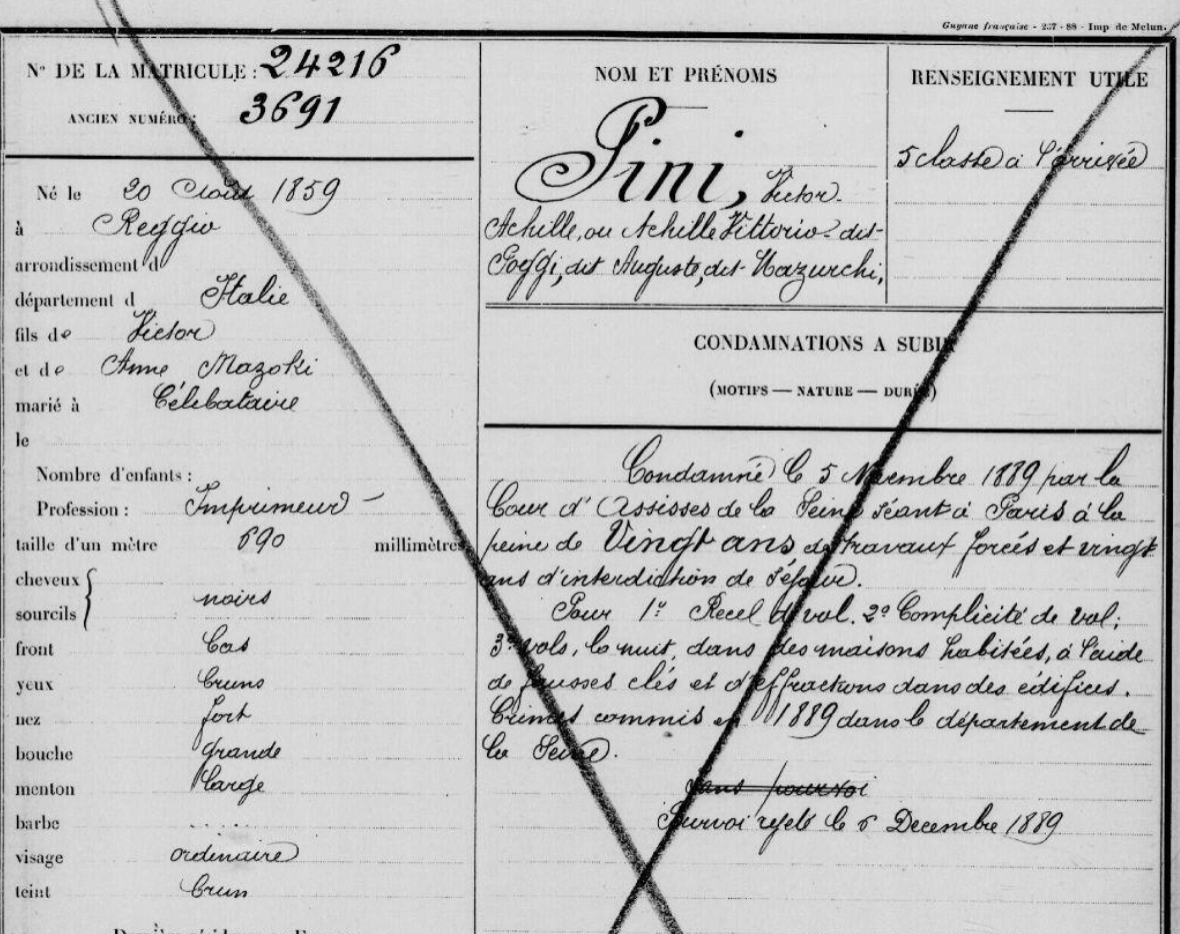
Fiche de Vittorio Pini, condamné à la déportation au bagne en 1889.

Il est perquisitionné et arrêté le 18 juin 1889 par la police française quand ils découvrent chez lui du matériel de cambriolage et le résultat de nombreux vols. Il est ensuite mis en procès le 4 et 5 novembre 1889. Pendant son procès, Pierre Martinet, futur fondateur de l'anarchisme individualiste, lui écrit pour se pourvoir en tant que défenseur envers son « ami ». Le juge refuse cette demande.
Lors de ce procès, il théorise la pratique de la reprise individuelle par quatre raisons : il s'agirait de résoudre les inégalités économiques directement par la force, terroriser les bourgeois, transmettre pédagogiquement les idées anarchistes sur la propriété et enfin préparer et inciter la population à se soulever pour mener la Révolution. Son procès voit une rupture naître chez les anarchistes en France ; des figures plus anciennes du mouvement, comme Jean Grave, éditeur en chef de Le Révolté refusent catégoriquement, dans un premier temps, de considérer cette nouvelle forme de militantisme anarchiste, l'illégalisme, comme légitime. Cette position de Grave est alors jugée d'autoritaire et d'erronée par un certain nombre de militants, ce qui est remarqué par un indicateur de la police, qui écrit :

« On se plaint beaucoup de Grave et de Méreau, le gérant. »

Son procès et celui de Duval lancent la pratique des bandits justiciers et à partir de ces affaires, la pratique se poursuit en France dans les cercles anarchistes jusqu'à la bande à Bonnot. Jean-Marc Delpech remarque que pendant son procès, Pini assume entièrement ses actes, comme d'autres acteurs anarchistes de la même période, en particulier Clément Duval ou Émile Henry. Ainsi, il déclare par exemple :  

« C’est avec l’entière conscience d’accomplir un devoir que nous attaquons la propriété. […] Je ne rougis pas de vos accusations et j’éprouve un doux plaisir à être appelé voleur par vous »

Son arrestation et son procès provoquent un débat important dans les milieux anarchistes sur la question de la légitimité du banditisme révolutionnaire, de l'illégalisme naissant et de la reprise individuelle. Si certains anarchistes sont d'accord avec l'idéologie développée par les Intransigeants et Pini, d'autres sont dubitatifs ou opposés. Ainsi, Francesco Saverio Merlino perçoit ces pratiques comme inutiles ou égoïstes - le faisant en s'interrogeant sur la réutilisation égoïste que certains illégalistes font du produit de leurs vols mais aussi en remettant en question l'aspect social de cette pratique ; mener une série d'actions individuelles et isolées ne pourrait pas mener à bien un changement sociétal qui devrait être mené à l'échelle du système entier. Il est condamné à 20 ans de réclusion au bagne alors qu'il s'exclame :

« Vive l'anarchie ! À bas les voleurs ! »

Il essaie de s'enfuir avant d'être transféré au bagne de Cayenne, le 15 août 1890. Il n'y parvient pas. Au bagne, il rencontre Clément Duval et se lie d'amitié avec lui. 

### Récits d'évasion
L'année suivante, avec Placide Schouppe, il parvient à s'enfuir et à remonter le Maroni en pirogue.
Deux versions s'opposent sur la suite des événements dans la presse de l'époque : la première soutient que Schouppe et Pini auraient été surpris par un ou des jaguars, qui auraient tué l'autre bagnard et blessé Schouppe au bras,. Ils auraient réussi à se faire embaucher dans une plantation un certain temps, mais Pini n'aurait plus été capable de marcher avec ses pieds enflés, et aurait été arrêté par la police néerlandaise, qui l'aurait extradé tandis que Schouppe aurait continué vers le Vénézuela, le Mexique, et serait revenu au Royaume-Uni puis en France,. Il aurait ensuite tenté de récolter des fonds pour faire évader Pini,.
Dans l'autre version, Schouppe aurait laissé son ami seul dans la plantation pour aller chercher d'autres vêtements que ceux de bagnard qu'ils portent,. Pendant ce temps, Pini aurait été surpris par des gendarmes néerlandais, qui lui auraient tiré dessus et blessé par balles alors qu'il aurait été en train de s'enfuir. La gangrène gagnant sa plaie dans la cuisse, il aurait été pris de nouveau et extradé. Schouppe, voyant son compagnon être capturé, aurait pris un bateau pour le Mexique, mais celui-ci aurait fait naufrage et la moitié des passagers se serait noyée,. Perdu sur un îlot avec un Espagnol, qui serait mort pendant l'attente, il aurait finalement été secouru par un navire britannique, qui l'aurait ramené au Royaume-Un,.
Duval donne une autre version et soutient que Pini et Schouppe seraient arrivés dans cette plantation où d'autres évadés auraient fait de la fausse monnaie. Les commerçants des environs auraient été mécontents de cette situation, auraient envoyé la police dans leur plantation - connue pour embaucher de nombreux évadés, et aurait tiré sur lui alors qu'il essayait de s'enfuir.
En tous cas, Pini est repris par les autorités et renvoyé au bagne, où il meurt le 8 juin 1903.

## Postérité

### Légende
La série de braquages sensationnalistes entreprise par Pini lui donne une célébrité importante au point qu'il est utilisé comme le modèle du « criminel né » dans les théories racialistes du criminologue italien Cesare Lombroso.

### Historiographie
Jean Grave les représente lui et les Intransigeants de manière très péjorative, en écrivant à leur propos :

« Ce ne fut que plus tard que j’appris que, associés avec les frères Schouppe, Pini et Parmeggiani formaient une bande de cambrioleurs dont les opérations se chiffraient par centaines de mille francs.
Les Schouppe, paraît-il, se targuaient d’être anarchistes, mais en réalité ils n’étaient que des jouisseurs et de vulgaires voleurs.
De leurs fructueux vols, je n’ai jamais entendu dire que la moindre partie soit allée à une œuvre de propagande. Et cependant j’étais bien placé pour apprendre quantité de choses, même celles qui devaient rester secrètes.
Quant à Pini, ses admirateurs ont vanté sa générosité, clamé à tous les échos les sommes qu’il aurait dépensées pour la propagande, mais j’en suis encore à trouver les œuvres que lui et Parmeggiani subventionnèrent.
Les cinq placards — plutôt de discussions personnelles que de véritable propagande — et le numéro du Ciclone, c’est tout ce que je connais à leur actif en fait de propagande. »

Cette présentation que Grave fait de Pini est remise en question par l'historien Jean Maitron, qui ne trouve pas de raisons de douter des convictions anarchistes de Pini dans l'étude qu'il fait de sa vie.